# Rzecznik Praw Absolwenta
Rzecznik Praw Absolwenta – jednoosobowy organ istniejący w latach 2011–2018.
Podstawę prawną funkcjonowania Rzecznika Praw Absolwenta stanowił art. 46d Ustawy z dnia 27 lipca 2005 r. Prawo o szkolnictwie wyższym. Przepis ten został wprowadzony w wyniku nowelizacji z 18 marca 2011. Stanowisko Rzecznika Praw Absolwenta zostało zniesione Ustawą z dnia 3 lipca 2018 r. Przepisy wprowadzające ustawę – Prawo o szkolnictwie wyższym i nauce.
14 grudnia 2011 Minister Nauki i Szkolnictwa Wyższego, Barbara Kudrycka powołała na stanowisko Rzecznika Praw Absolwenta Bartłomieja Banaszaka. Drugim i ostatnim Rzecznikiem był Grzegorz Piątkowski. Funkcję tę pełnił od 22 marca 2016 do 30 września 2018.
Powołanie Rzecznika Praw Absolwenta leżało w kompetencji ministra właściwego do spraw szkolnictwa wyższego. Rzecznik Praw Absolwenta współdziałał z Radą Główną Nauki i Szkolnictwa Wyższego w zakresie ograniczenia barier w dostępie do wykonywania zawodu zgodnego z kierunkiem studiów absolwenta. W tym celu Rzecznik Praw Absolwenta zajmował się analizowaniem sytuacji absolwentów na rynku pracy i stopnia ich dostępu do określonych zawodów. Wyciągnięte wnioski przedstawiał Radzie i ministrowi właściwemu do spraw szkolnictwa wyższego.